# 张凤霞
张凤霞（1968年—），河北涞水人，汉族，中华人民共和国政治人物、第十一届全国人民代表大会内蒙古地区代表。
毕业于包头市城建技校汽车驾驶与修理专业，担任包头市交通运输集团三公司驾驶员。2008年起担任全国人大代表。